# Experimento Filadélfia

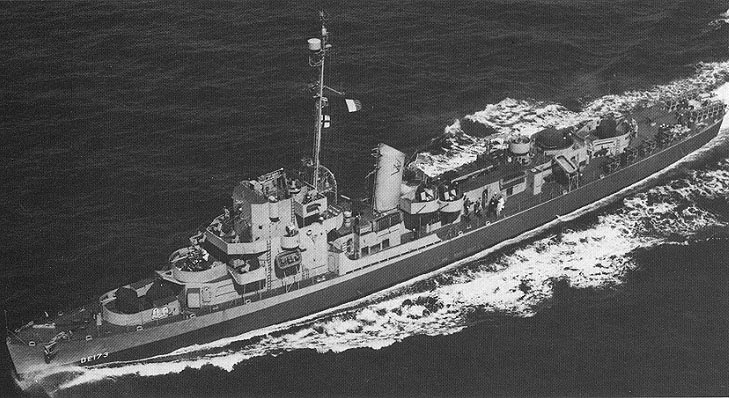
USS Eldridge DE-173 ca. 1944.

Experimento Filadélfia ou Projeto Rainbow é uma teoria da conspiração sobre um suposto projeto naval militar realizado no Estaleiro Naval da Filadélfia em Filadélfia, Estado da Pensilvânia-EUA, por volta de 28 de outubro de 1943, na qual o destróier de escolta USS Eldridge teria se tornado invisível aos observadores por um breve período.
A história teve início em finais de 1955 quando um ex-marinheiro mercante dos EUA chamado Carl M. Allen, que afirmava ter testemunhado o evento, enviou um livro com anotações se referindo ao experimento para uma organização de pesquisa da Marinha dos EUA e, posteriormente, uma série de cartas com outras alegações para um escritor de livros sobre OVNI. Investigações sobre os relatos de Allen concluíram se tratar de uma farsa. A marinha norte-americana afirma que tais experimentos jamais ocorreram. Além disso, detalhes sobre a história contradizem os fatos sobre o USS-Eldridge e as leis da física.

## Resumo do experimento alegado
Nota: Várias versões diferentes, e por vezes conflitantes, sobre o experimento circularam com o passar dos anos. A seguinte sinopse serve para ilustrar pontos-chave comum à maioria dos relatos.
A experiência teria sido conduzida por um pesquisador chamado Dr. Franklin Reno, como uma aplicação militar de uma teoria do campo unificado, um termo cunhado por Albert Einstein para um tipo de teoria que seria capaz de descrever a interação entre as forças que compõem a radiação eletromagnética e a gravidade. Até hoje, nenhuma teoria surgiu com uma expressão matemática viável.
De acordo com os relatos, "pesquisadores" inespecíficos acreditavam que seria possível utilizar alguma versão desta teoria para curvar a luz em volta de um objeto, o que o tornaria essencialmente invisível. Isso teria exigido equipamento especializado e energia suficiente. A Marinha teria considerado isto valioso para uso em guerra e patrocinado a experiência.
Um destróier, o USS Eldridge, teria sido equipado com os equipamentos exigidos nos estaleiros navais da Filadélfia. Testes teriam começado no verão de 1943, sendo bem sucedidos em um grau limitado. Um teste, em 22 de Julho teria então, resultado no Eldridge sendo tornado quase completamente invisível, com algumas testemunhas relatando um "nevoeiro esverdeado" em seu lugar. No entanto, os membros da tripulação teriam se queixado de náuseas depois. Nesse momento, a experiência teria sido alterada a pedido da Marinha, com o novo objetivo a ser exclusivamente invisível ao radar.
O equipamento não teria sido devidamente re-calibrado para este fim, mas, apesar disso o experimento seria realizado novamente em 28 de Outubro. Desta vez, Eldridge teria não só se tornado quase totalmente invisível a olho nu, mas, na verdade, teria desaparecido de seu local em um flash de luz verde. De acordo com algumas notas, a base naval de Norfolk no estado da Virgínia, a pouco mais de 346 km de distância, teria relatado o avistamento do Eldridge em alto-mar, em seguida o Eldridge teria desaparecido de vista e reapareceu na Filadélfia, no local que tinha originalmente ocupado, em um aparente caso de dispersão acidental teletransporte.
Os efeitos fisiológicos do experimento sobre a tripulação teriam sido profundos: quase toda a tripulação adoecera violentamente. Alguns teriam passado a sofrer de doença mental como resultado de sua experiência; comportamento compatível com a esquizofrenia é descrito em outros relatos. Outros membros imóveis, como Jacob L. Murray, teriam desaparecido fisicamente de forma inexplicada e cinco tripulantes teriam se fundido ao metal do anteparo ou do convés do navio. Parados, outros desapareceram dentro e fora do campo de vista. Horrorizados com esses resultados, oficiais da marinha tiveram que cancelar imediatamente o experimento com tais resultados. Todos os sobreviventes da tripulação envolvidos sofreram lavagem cerebral na tentativa de fazer os mesmos perderem memória a respeito de detalhes da experiência.

## Final
O USS Eldridge  foi colocado fora de serviço (reserva) em  17 de Junho de 1946. Em 15 de Janeiro de 1951, foi transferido para o Programa de Assistência de Defesa Mútua da Grécia,  foi rebatizado como HS Leon (D-54). Leon foi desmantelado em 5 de Novembro de 1992, e em 11 de Novembro de 1999, foi vendido como sucata para a empresa V & J Scrapmetal Trading Ltd.

### Cinema
O filme The Philadelphia Experiment, de 1984, com Michael Paré, se baseia no experimento.